# 加明
加明是奥地利下奥地利州沙伊布斯县的一个市镇。总面积244.07平方公里，总人口3583人，人口密度14.7人/平方公里（2005年）。